# SICKS〜みんながみんな、何かの病気〜
『SICKS〜みんながみんな、何かの病気〜』（シックス・みんながみんな、なにかのびょうき）は2015年10月10日未明（10月9日深夜）から12月26日（12月25日深夜）まで、テレビ東京他で放送されていたバラエティ番組である。
おぎやはぎとオードリーの4人をメインに、お笑いタレント、アイドル、俳優などをレギュラーメンバーに迎えて、全編オールロケーションで展開するコント仕立てのバラエティ。後述する理由から、媒体によってはサスペンスドラマやコントドラマと紹介される。

## 概要
登場人物はそれぞれ何かしらの「病気」にかかっている設定で、病気の登場人物たちはビンに入った錠剤の薬を常用している。序盤は各コントがばらばらでオムニバス的に展開されていたが、中盤からは登場人物が入り乱れつつそれまでは別々と思われていたコントが繋がりを持ち始めていく構成となっており 、サスペンスドラマ風の展開とコントが交錯するストーリーとなる。第9回からは全てのコントが1本のストーリーで繋がったサスペンスコメディ調のドラマへと変貌し、錠剤の薬の秘密が明かされる。そして、最終回で再びオムニバスコントの構成に戻る展開で締めくくられた。
そのため各コント毎に、キャストは別の配役と思われていたが、全て同一人物である。
ギャラクシー賞・2015年12月度月間賞を受賞。

## 出演者
メインキャスト
- テレビ番組ディレクター・酒井 - 小木博明（おぎやはぎ）
- 公務員戦隊コンプラーレッド・時村 - 矢作兼（おぎやはぎ）
- グルメブロガー・中華の魔人 - 春日俊彰（オードリー）
- AV女優の熱心なファン・発田 - 若林正恭（オードリー）

レギュラー
- 同人誌作家・マユ - 清水富美加
- 同人誌作家・リコ - 中島早貴（℃-ute）
- 清純派AV女優・つばめ、中華料理店の店主の娘 - 岸井ゆきの
- 中華料理店店主 - 入江雅人
- 発田の友人・高見沢 - オクイシュージ
- テレビ番組AD - 大倉士門
- テレビ番組タイムキーパー、鬼女探偵事務所・晴海 - 佐藤仁美
- 鬼女探偵事務所・片岡 - 高橋メアリージュン
- 鬼女探偵事務所・佳子 - 野口かおる
- 公務員戦隊コンプラーブルー - 飛永翼（ラバーガール）
- 公務員戦隊コンプラーグリーン - 大水洋介（ラバーガール）
- 公務員戦隊コンプラービューティーピンク - 根本宗子
- 公務員戦隊コンプラーイエロー - 寿大聡
- ニュース編集者・山中 - 塚本直毅（ラブレターズ）
- ニュース編集者・丸山 - 溜口佑太朗（ラブレターズ）
- 女優・中田杏 - 柳英里紗
- 天才医師・町田 - 田中卓志（アンガールズ）
- 天本和己 - 古舘寛治

ゲスト
| 話数 | 出演者 |
| ---- | --- |
| 1話  | 向衣琴、萩野梨奈、谷口一、ジジ・ぶぅ、涌井とも子、大高雄一郎、川田智美、宮本貴美、奥山ばらば、聖奈、佐野愛花、玉城マイ |
| 2話  | 吉田ウーロン太、浅見紘至、ささき三枝、菜々花、青海、一水せな                                                           |
| 3話  | 宮崎吐夢 |
| 4話  | 若狭勝也、津留崎夏子、山本明寛、永井すみれ、西山宏幸                                                                   |
| 5話  | 武藤晃子、小川夏鈴、帆春、加瀬澤拓未、野沢大悟、龍輝                                                                   |
| 6話  | 高杉亘、高梨愛 |
| 7話  | 飯塚悟志（東京03）、澤部佑（ハライチ）、鹿嶋ゆかり、小林麗菜、斉藤佑介、吉成浩一                                       |
| 8話  | 今野浩喜（キングオブコメディ）、佐藤満春（どきどきキャンプ）、真下有紀、枝元萌、仗桐安、宇賀神亮介、阿部竜一           |
| 9話  | 佐藤美波 |
| 10話 | 大津尋葵、トム・ブラウン、荒木好之（クロコップ）、佐藤太助、伊勢田隆弘、小林類、佐藤まんごろう、河合恭嗣               |
| 11話 | 内田尋子、柏原優美、浦川拓海、渡辺寛久郎                                                                               |
| 12話 | 尾関高文、高佐一慈（ザ・ギース）、池田和樹、伊藤淳也                                                                   |

- その他 - Gateforest、Storm Rider、古賀プロダクション、ボランティアエキストラのみなさん、綾瀬市民エキストラのみなさん、パリマス、SR、テアトルアカデミー

## コント
出演者
| 題名                     | 病気             | 出演                                                                                             |
| ------------------------ | ---------------- | ------------------------------------------------------------------------------------------------ |
| イケ!イケ!イケ!          | 撮れ高病         | 番組ディレクター・酒井（小木）、番組タイムキーパー（佐藤）、番組AD（大倉）                       |
| 永世認定処女             | ガチ恋病         | AV女優の熱心なファン・発田（若林）、清純派AV女優・つばめ（岸井）、発田の友人・高見沢（オクイ）   |
| この店は俺が育てる       | レビュアー病     | グルメブロガー・中華の魔人（春日）、中華料理店の店主（入江）、その娘（岸井）                     |
| 危機管理意識が低すぎる男 | リテラシーゼロ病 | 天才医師・町田（田中）                                                                           |
| 腐った友情               | フルボッコ病     | 同人誌作家・マユ（清水）、同・リコ（中島）                                                       |
| 煽りの神様               | バズりたい病     | 見出しの達人・時村（矢作）、ニュース編集者・山中（塚本）、同・丸山（溜口）                       |
| 公務員戦隊コンプラー     | 叩かれたくない病 | レッド（矢作）、ブルー（飛永）、グリーン（大水）、ビューティーピンク（根本）、イエロー（寿大聡） |
| 鬼女探偵事務所           | 晒したい病       | 晴海（佐藤）、片岡（高橋）、佳子（野口）                                                         |

内容
- イケ!イケ!イケ!
  - 病名 - 撮れ高病
  - 症例 - 想定したオチのためには手段を選ばない。気合いだけはある。
  - 異常なハイテンションと番組で撮れ高をもぎ取るTVディレクターを小木が演じる。国会中継で答弁に立つ議員ではなく居眠りしている議員にズームするなど、視聴者が求めてもいない過剰な演出を追求する現代のバラエティ番組が産んだ病人。ADは別のシークエンスで展開される薬に関係した闇組織的な何かの構成員であることが判明。
- 永世認定処女
  - 病名 - ガチ恋病
  - 症例 - 妄想と現実の区別がつかず、見てみぬふりを繰り返す。
  - 職業AV女優であるにもかかわらず、処女性を求めるあまり「でも彼女は処女なんだ」と言い張る男と、そのパラドックスに困惑する友人のコント。男の歪んだ愛情と思考の幼さが産んだ病人。
- この店は俺が育てる
  - 病名 - レビュアー病
  - 症例 - 何事にも上から目線の評価をしてしまう。人の傷みがわからない。
  - 中華料理屋の味や内装、客層などを採点し、頼んでもいないのに新メニューの提案をするという謎の使命感を発揮するブロガーを描いたコント。何でもかんでもとりあえず批評することで優位に立ちたがる人間の哀しい本性と、誰もが容易に自己発信できるようになったインターネット社会が生んだ病人。第5回では、春日演じるブロガー「中華の魔人」が機械だったことが判明する。「永世認定処女」に登場するAV女優・つばめはこのコントに登場する中華料理店の娘。
- 危機管理意識が低すぎる男
  - 病名 - リテラシーゼロ病
  - 症例 - IT・危機管理意識が極端に欠如してしまう。
  - 一流企業から官公庁までが平気で顧客情報や機密事項を漏洩してしまう現代を反映したコント。研究成果のプレゼンの最中、スライドに自らが盗撮した女性患者のあらわな画像を映しだしてしまい、もう終わりだと開き直った結果「せっかくなので」とその女性たちとの情事をプレゼンする医師。
- 腐った友情
  - 病名 - フルボッコ病
  - 症例 - 思い通りにならない事象に全力で攻撃してしまう。
  - 擬人化BL作家の日常会話をコントに昇華したギリギリを攻めすぎたコント。カップリングに関する会話などを高速で言い合い、「ワイ」「大正義」などのネットスラングが頻出しその度にテロップでスラングの解説が表示される。
- 煽りの神様
  - 病名 - バズりたい病
  - 症例 - 人の注目を集めるためなら手段を選ばず煽ってしまう。
  - インスタグラムに寝起き姿を公開した女優に『ベッドでパックリ無修正写真流出』『無修正写真に称賛の声「色キレイすぎ!」』等といった下世話な見出しを付けるコント。このコントで散々な見出しをつけられた女優・中田杏（柳英里紗）は「撮れ高病」の酒井ディレクターの番組にも出演している。
- 公務員戦隊コンプラー
  - 病名 - 叩かれたくない病
  - 症例 - コンプライアンスを気にするあまり出動できなくなる。
  - 「悪を蔓延らせたままでは、我が戦隊の沽券に関わる」と宣言する隊長に対し「悪と断定するのはコンプライアンス的にまずいと思います」などと反論する隊員たち。最終的には「行くとなにか問題あるから行くのやめよう」となるコント。業務上の過失による炎上や裁判で人生ごと一発アウトな風潮が生み出した病人。
- 鬼女探偵事務所
  - 病名 - 晒したい病
  - 症例 - 自分に直接関係ないことまで知りたい、調べたい、晒したくて仕方なくなる。
  - 病的なスピードで一心不乱にキーボードを叩きまくり、ネットにアップされた画像などからターゲットの居場所や時間帯を特定する姿をコミカルに描いたコント。

## スタッフ
- シリーズ構成 - 福原充則
- 脚本 - 福原充則、土屋亮一、大井洋一、永井ふわふわ
- 脚本協力 - 土屋亮一
- 音楽 - カンケ
- 使用曲 - 小林武史『手紙』
- 主題歌 - Czecho No Republic「Firework」（日本コロムビア/トライアド）
- タイトル音楽 - ha-j
- 音楽協力 - テレビ東京ミュージック
- 協力 - テレビ東京コミュニケーションズ
- 劇中イラスト - ニイルセン
- タイトル - 渋谷直角
- 美術 - アックス
- 技術 - ビデオフォーカス
- 編集 - ビデオフォーカス、オムニバスジャパン
- 監督 - 英勉、佐藤さやか
- プロデューサー - 佐久間宣行、渡辺良介（ラフ・アット）
- 制作 - テレビ東京
- 製作協力 - ラフ・アット
- 製作・著作 - 「SICKS」製作委員会

## ネット局
| 放送対象地域 | 放送局                | 系列           | 放送曜日・時間               | 放送期間                       | 備考       |
| ------------ | --------------------- | -------------- | ---------------------------- | ------------------------------ | ---------- |
| 関東広域圏   | テレビ東京（TX）      | テレビ東京系列 | 土曜 0:52 - 1:23（金曜深夜） | 2015年10月10日 - 12月26日      | 制作局     |
| 北海道       | テレビ北海道（TVh）   | テレビ東京系列 | 土曜 0:52 - 1:23（金曜深夜） | 2015年10月10日 - 12月26日      | 同時ネット |
| 大阪府       | テレビ大阪（TVO）     | テレビ東京系列 | 土曜 0:52 - 1:23（金曜深夜） | 2015年10月10日 - 12月26日      | 同時ネット |
| 福岡県       | TVQ九州放送（TVQ）    | テレビ東京系列 | 土曜 0:52 - 1:23（金曜深夜） | 2015年10月10日 - 12月26日      | 同時ネット |
| 和歌山県     | テレビ和歌山（WTV）   | 独立局         | 土曜 23:30 - 翌0:00          | 2015年10月24日 - 2016年1月30日 | 遅れネット |
| 宮城県       | ミヤギテレビ（MMT）   | 日本テレビ系列 | 火曜 0:59 - 1:29（月曜深夜） | 2015年10月27日 - 2016年1月26日 | 遅れネット |
| 岩手県       | IBC岩手放送（IBC）    | TBS系列        | 木曜 0:26 - 0:56（水曜深夜） | 2015年10月29日 - 2016年1月21日 | 遅れネット |
| 愛媛県       | あいテレビ（ITV）     | TBS系列        | 金曜 0:54 - 1:24（木曜深夜） | 2015年11月27日 - 2016年2月26日 | 遅れネット |
| 熊本県       | テレビ熊本（TKU）     | フジテレビ系列 | 金曜 2:15 - 2:45（木曜深夜） | 2015年12月25日 - 2016年3月18日 | 遅れネット |
| 全国放送     | BSジャパン（BSJ）     | BSデジタル放送 | 月曜 23:30 - 翌0:00          | 2016年1月4日 - 3月28日         | 遅れネット |
| 愛知県       | テレビ愛知（TVA）     | テレビ東京系列 | 金曜 1:00 - 1:30（木曜深夜） | 2016年1月8日 - 3月25日         | 遅れネット |
| 福島県       | テレビユー福島（TUF） | TBS系列        | 土曜 1:25 - 1:55（金曜深夜） | 2016年3月12日 -                | 遅れネット |
| 富山県       | 北日本放送（KNB）     | 日本テレビ系列 | 金曜 2:29 - 2:59（木曜深夜） | 2016年4月1日 - 7月1日          | 遅れネット |
| 石川県       | テレビ金沢（KTK）     | 日本テレビ系列 | 木曜 0:59 - 1:34（水曜深夜） | 2016年9月1日 -                 | 遅れネット |